# 李芝娟
李芝娟（1970年10月31日—），是韩国1980至1990年代活躍的歌手，短暂活动了三年左右，期間曾有獎項斬獲，後前往美国开設餐厅。
2018年参加了刘在石和柳熙烈主持的《sugar man 2》节目，是第一期的第一位邀请歌手。
其1987年出道曲目为《那理由对我来说是伤痛》（그 이유가 내겐 아픔이었네），另外还有《我还不懂爱情》（난 사랑을 아직 몰라），该歌曲因在电影《我的小小新娘里》女主人演唱而受到更多关注。第二辑歌曲《风儿啊 请你停下来》（바람아 멈추어다오），也是《sugar man》登场舞台曲。第三辑歌曲《love for night》。